# Phyllodromica turanica
Phyllodromica turanica är en kackerlacksart som först beskrevs av Bei-Bienko 1932.  Phyllodromica turanica ingår i släktet Phyllodromica och familjen småkackerlackor.
Artens utbredningsområde är Kazakstan. Inga underarter finns listade i Catalogue of Life.